# Domenico Galli (calciatore)
Domenico Galli (Saronno, 17 giugno 1885 – ...) è stato un calciatore italiano, di ruolo attaccante.

## Carriera
Giocò nel Milan per una sola stagione disputando una sola partita ufficiale, la semifinale del 1903 contro la Juventus.